# Бродовський Петро Олександрович
Петро Олександрович Бродовський — радянський господарський, державний і політичний діяч, Герой Соціалістичної Праці.

## Біографія
Народився 22 липня 1914 року в Тульській губернії. Член КПРС.
З 1934 року — на господарській, громадській і політичній роботі. У 1934—1970 рр. — на партійній і господарській роботі в Тульській області, перший секретар Товарківського райкому КПРС, секретар парткому Богородицького територіального виробничого управління, перший секретар Богородицького райкому КПРС.
За наказом Президії Верховної Ради СРСР від 27 грудня 1957 року надано звання Героя Соціалістичної Праці з врученням ордена Леніна та золотої медалі «Серп і Молот».
Був обраний депутатом Верховної Ради РРФСР 5-го скликання.
Помер 25 червня 1970 року в Богородицьку.